# Hrabia Monte Christo (serial telewizyjny 1998)
Hrabia Monte Christo (fr. Le Comte de Monte Cristo) – francusko-włosko-niemiecki, czteroodcinkowy miniserial kostiumowy z 1998 roku. Serial jest adaptacją powieści Aleksandra Dumasa (ojca) pt. Hrabia Monte Christo.

## Obsada
- Gérard Depardieu – Edmond Dantès
- Sergio Rubini – Bertuccio
- Ornella Muti – Mercedès Iguanada
- Jean Rochefort – Fernand Mondego
- Pierre Arditi – Villefort
- Florence Darel – Camille de la Richardais
- Georges Moustaki – Abbé Faria
- Guillaume Depardieu – młody Edmond
- Naike Rivelli – młoda Mercedès
- Julie Depardieu – Valentine de Villefort
- Christopher Thompson – Maximilien Morrel
- Stanislas Merhar – Albert De Morcerf
- Hélène Vincent – Heloise De Villefort
- Michel Aumont – Baron Danglars
- Constanze Engelbrecht – Hermine Danglars
- Roland Blanche – Caderousse
- Jean-Claude Brialy – Pere Morrel
- Inés Sastre – Haydee
- Serge Merlin – Noirtier De Villefort
- Jean-Marc Thibault – Barrois
- Thierry de Peretti – Toussaint
- Patrick Bouchitey(inne języki) – Beauchamp
- Frédéric Gorny – Chateau Renaud
- Stéphan Guérin-Tillié – Franz D'Epinay
- Hichem Rostom – Muhammad